# Listă de conducători de stat din 1743
1739 - 1740 - 1741 - 1742 - 1743 - 1744 - 1745 - 1746 - 1747
Aceasta este o listă a conducătorilor de stat din anul 1743:

## Europa
- Anglia: George al II-lea August (rege din dinastia de Hanovra, 1727-1760)
- Austria: Maria Terezia (arhiducesă din dinastia de Habsburg, 1740-1780; totodată, regină a Cehiei, 1740-1780; totodată, regină a Ungariei, 1740-1780; totodată, ducesă de Parma și Piacenza, 1740-1748)
- Bavaria: Carol Albert (principe elector din dinastia de Wittelsbach, 1726-1745; ulterior, rege al Cehiei, 1741-1745; ulterior, rege al Germaniei, 1742-1745; ulterior, împărat occidental, 1742-1745)
- Cehia: Maria Terezia (regină din dinastia de Habsburg, 1740-1780; totodată, arhiducesă de Austria, 1740-1780; totodată, regină a Ungariei, 1740-1780; totodată, ducesă de Parma și Piacenza, 1740-1748) și Carol al III-lea (rege din dinastia de Wittelsbach, 1741-1745; totodată, principe elector de Bavaria, 1726-1745; ulterior, rege al Germaniei, 1742-1745; ulterior, împărat occidental, 1742-1745)
- Crimeea: Selamet Ghirai al II-lea ibn Selim (han din dinastia Ghiraizilor, 1740-1743) și Selim Ghirai al II-lea ibn Kaplan (han din dinastia Ghiraizilor, 1743-1748)
- Danemarca: Christian al VI-lea (rege din dinastia de Oldenburg, 1730-1746)
- Florența: Francisc (mare duce din dinastia de Habsburg-Lorena, 1737-1765; anterior, duce de Lorena, 1729-1736; ulterior, împărat occidental, 1745-1765)
- Franța: Ludovic al XV-lea cel Iubit (rege din dinastia de Bourbon, 1715-1774)
- Genova: Domenico Canevaro (doge, 1742-1744)
- Germania: Carol al VII-lea Albert (rege din dinastia de Wittelsbach, 1742-1745; totodată, principe elector de Bavaria, 1726-1745; totodată, rege al Cehiei, 1741-1745; totodată, împărat occidental, 1742-1745)
- Gruzia: interregnum (1737-1744)
- Gruzia, statul Imeretia: Alexandru al IV-lea (rege din dinastia Bagratizilor, 1720-1751)
- Gruzia, statul Kakhetia: Teimuraz al II-lea (rege din dinastia Bagratizilor, 1732-1736, 1738-1744; ulterior, rege al Gruziei, 1744-1762)
- Imperiul occidental: Carol al VII-lea Albert (împărat din dinastia de Wittelsbach, 1742-1745; totodată, principe elector de Bavaria, 1726-1745; totodată, rege al Cehiei, 1741-1745; totodată, rege al Germaniei, 1742-1745)
- Imperiul otoman: Mahmud I (sultan din dinastia Osmană, 1730-1754)
- Liechtenstein: Johann Nepomuk Karl (principe, 1732-1748)
- Lorena: Stanislaw Leszczynski (duce, 1738-1766; anterior, rege al Poloniei, 1704-1709, 1733-1734)
- Modena: Francesco al III-lea (duce din casa d'Este, 1737-1780)
- Moldova: Constantin Mavrocordat (domnitor, 1733-1735, 1741-1743, 1748-1749; totodată, domnitor în Țara Românească, 1730, 1731-1733, 1735-1741, 1744-1748, 1756-1758, 1761-1763) și Ioan Mavrocordat (domnitor, 1743-1747)
- Monaco: Honore al III-lea (principe, 1733-1793)
- Muntenegru: Sava Petrovic (vlădică din dinastia Njegos, 1735-1767)
- Parma și Piacenza: Maria Terezia (ducesă din dinastia de Habsburg, 1740-1748; totodată, arhiducesă de Austria, 1740-1780; regină a Cehiei, 1740-1780; totodată, regină a Ungariei, 1740-1780)
- Polonia: August al III-lea (rege din dinastia de Saxa, 1733-1763; totodată, principe elector de Saxonia, 1733-1763)
- Portugalia: Joao al V-lea (rege din dinastia de Braganca, 1706-1750)
- Prusia: Frederic al II-lea cel Mare (rege din dinastia de Hohenzollern, 1740-1786)
- Rusia: Elisabeta Petrovna (împărăteasă din dinastia Romanov, 1741-1761)
- Sardinia: Carlo Emmanuele al III-lea (rege din casa de Savoia, 1730-1773)
- Saxonia: Frederic August al II-lea (principe elector din dinastia de Wettin, 1733-1763; totodată, rege al Poloniei, 1733-1763)
- Sicilia: Carol al IV-lea (rege din dinastia de Bourbon, 1734-1759; totodată, duce de Parma și Piacenza, 1731-1736; ulterior, rege al Spaniei, 1759-1788)
- Spania: Filip al V-lea (rege din dinastia de Bourbon, 1700-1724, 1724-1746)
- Statul papal: Benedict al XIV-lea (papă, 1740-1758)
- Suedia: Frederik I (rege din dinastia Hessen-Kassel, 1720-1751)
- Transilvania: Johann Haller de Hallerstein (guvernator, 1734-1755)
- Țara Românească: Mihai Racoviță (domnitor, 1730-1731, 1741-1744; anterior, domnitor în Moldova, 1703-1705, 1707-1709, 1715-1726)
- Ungaria: Maria Terezia (regină din dinastia de Habsburg, 1740-1780; totodată, arhiducesă de Austria, 1740-1780; totodată, regină a Cehiei, 1740-1780; totodată, ducesă de Parma și Piacenza, 1740-1748)
- Veneția: Pietro Grimani (doge, 1741-1752)

## Africa
- Așanti: Opuku Ware I (alantehene, cca. 1720-1750)
- Bagirmi: Loel (mbang, 1741-1751)
- Benin: Eresonyen (obba, cca. 1735-cca. 1750)
- Buganda: Mwanga I, Namugala și Kyabaggu (kabaka, 1734-1764)
- Bunyoro: Duhaga I (mukama, cca. 1730-cca. 1780)
- Burundi: Ntare al III-lea Kivimira (Savuyimba, Semunganzașamba) (mwami din a treia dinastie, cca. 1725-cca. 1760)
- Dahomey: Tegbessu (Avissu) (rege, 1732-1774)
- Darfur: Umar ibn Muhammad Daura (sultan, cca. 1743/1744-cca. 1749/1750)
- Ethiopia: Iyasu al II-lea (Berhan Sagad, Adjam Sagad al II-lea) (împărat, 1730-1755)
- Imperiul otoman: Mahmud I (sultan din dinastia Osmană, 1730-1754)
- Kanem-Bornu: Muhammad al VII-lea Erghamma (sultan, cca. 1738-cca. 1751)
- Lunda: Mulaji I (mwato-yamvo, cca. 1740-cca. 1750)
- Maroc: Moulay Abdallah (sultan din dinastia Alaouită, 1729-1757) și Moulay Zin al-Abiddine (sultan din dinastia Alaouită, 1741-?) (?)
- Munhumutapa: Dehwe Mupunzagutu (rege din dinastia Munhumutapa, 1740-1759)
- Oyo: Gberu (rege, cca. 1736-?) și Amuniwaiye (rege, ?-cca. 1746) (?)
- Rwanda: Yuhi al III-lea Mazimpaka (rege, cca. 1720-cca. 1744)
- Sennar: Badi al IV-lea (Abu Șuluh) ibn Nul (sultan, 1724-1762)
- Tunisia: Ali I (bey din dinastia Husseinizilor, 1735-1756/1757)
- Wadai: Kharut al II-lea as-Saghir ibn Iakub (sultan, 1707-1745)

## Asia

### Orientul Apropiat
- Iran: Nadir (Tahmasp Kuli Khan) (șah din dinastia Afșarizilor, 1736-1747)
- Iran, Safavizii: Abbas al III-lea (șah din dinastia Safavidă, 1736-1749)
- Imperiul otoman: Mahmud I (sultan din dinastia Osmană, 1730-1754)
- Yemen, statul Sanaa: al-Hussayn al-Mansur (imam, 1716-1720, 1727-1748)

### Orientul Îndepărtat
- Atjeh: Ala ad-Din Djohan Șah (sau Potjuk Auk) (sultan, 1735-1760)
- Birmania, statul Arakan: Nara-apaya (rege din dinastia de Mrohaung, 1742-1761)
- Birmania, statul Mon: Smim Htaw Buddhaketi (rege, 1740-1747)
- Birmania, statul Toungoo: Mahadammayaza-dipati (rege, 1733-1752)
- Cambodgea: Preah Srey Thommo Reachea al II-lea (Nac Ong Tham) (rege, 1702-1704, 1706-1710, 1736-1747)
- China: Gaozong (Hongli) (împărat din dinastia manciuriană Qing, 1736-1795)
- Coreea, statul Choson: Yongjo (Yi Eum) (rege din dinastia Yi, 1725-1776)
- India, statul Moghulilor: Nasir ad-din Muhammad (împărat, 1719-1748)
- Japonia: Sakuramachi (împărat, 1735-1747) și Yoșimune (principe imperial din famlia Tokugaua, 1716-1745)
- Laos, statul Champassak: Saya Kuman (rege, 1737-1791)
- Laosul inferior: Ong Lo (rege, 1722/1735-1760/1767)
- Laosul superior: Intha Som (rege, 1727/1731-1756/1776)
- Maldive: Ibrahim Iskandar al II-lea (sultan, 1721-1750)
- Mataram: Pakubuwono al II-lea (Lawean) (sultan, 1726-1749)
- Nepal (Benepa): Ranjitamalla (rege din dinastia Malla, 1722-1768)
- Nepal (Kathmandu): Jayaprakasamalla (rege din dinastia Malla, 1732-1768)
- Nepal (Lalitpur): Rajya Prakașamalla (rege din dinastia Malla, 1737/1742-1753)
- Nepal, statul Gurkha: Șri Prithvi Narayana Șah (rajah, 1742-1774/1775; rege, din 1768)
- Sri Lanka, statul Kandy: Sri Vijaya Rajasinha (rege, 1739-1747)
- Thailanda, statul Ayutthaya: Boromakot (rege, 1733-1758)
- Tibet: bLo-bzang sKal-bzang rgya-mtsho (dalai lama, 1720-1758)
- Tibet: Panchen bLo-bzang dPal-ldan Ye-shes (Lobzang Palden) (panchen lama, 1737-1780)
- Vietnam, statul Dai Viet: Le Hien-tong (Vinh hoang-de) (rege din dinastia Le târzie, 1740-1786)
- Vietnam (Hue): Nguyen Phuc Khoat (rege din dinastia Nguyen, 1738-1765)
- Vietnam (Taydo): Trinh Doanh (rege din dinastia Trinh, 1740-1767)